# Rathaus (Brzeg)

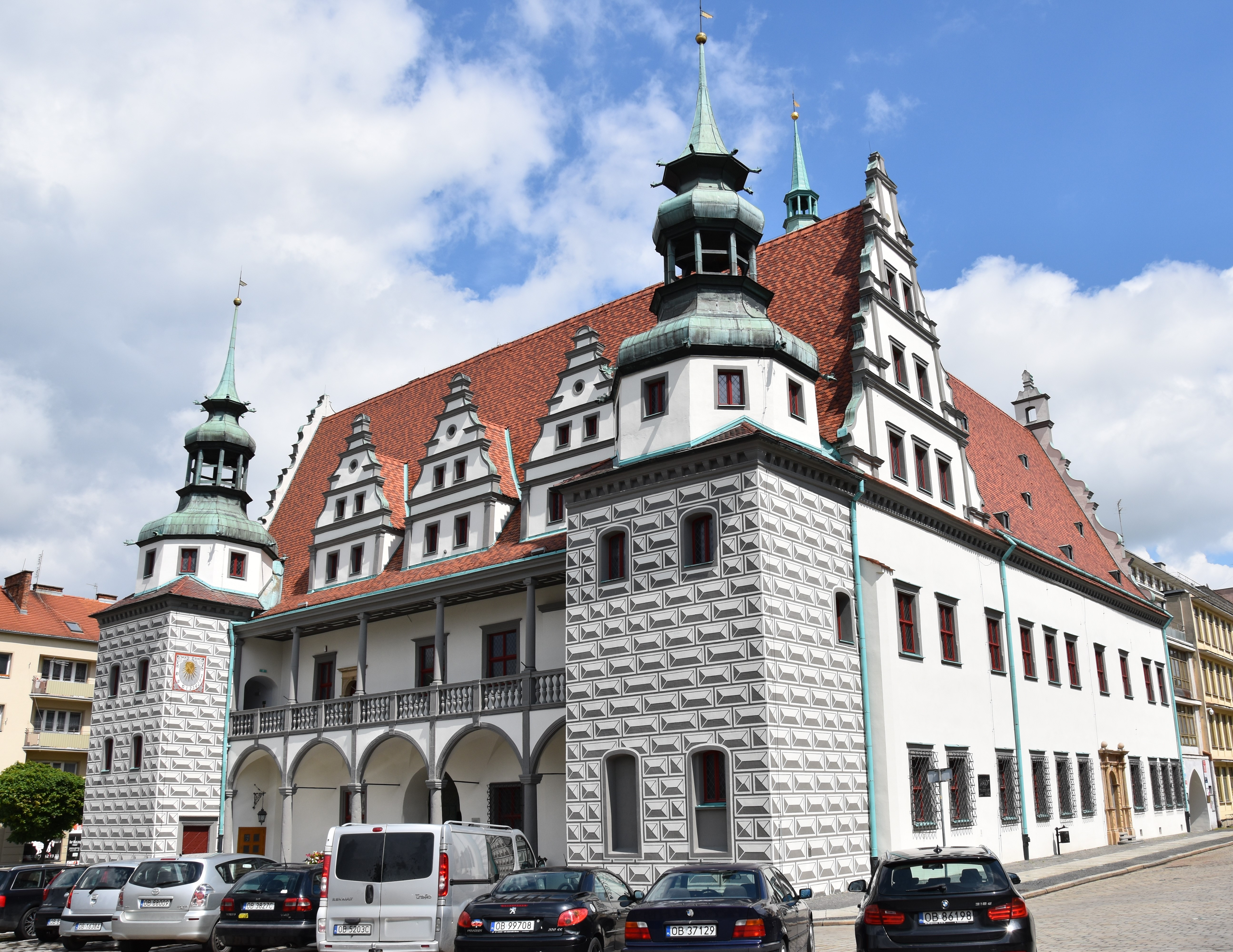
Rathaus (2021)

Das Rathaus im schlesischen Brzeg (deutsch Brieg) steht am Ring, dem Brieger Marktplatz.

## Geschichte

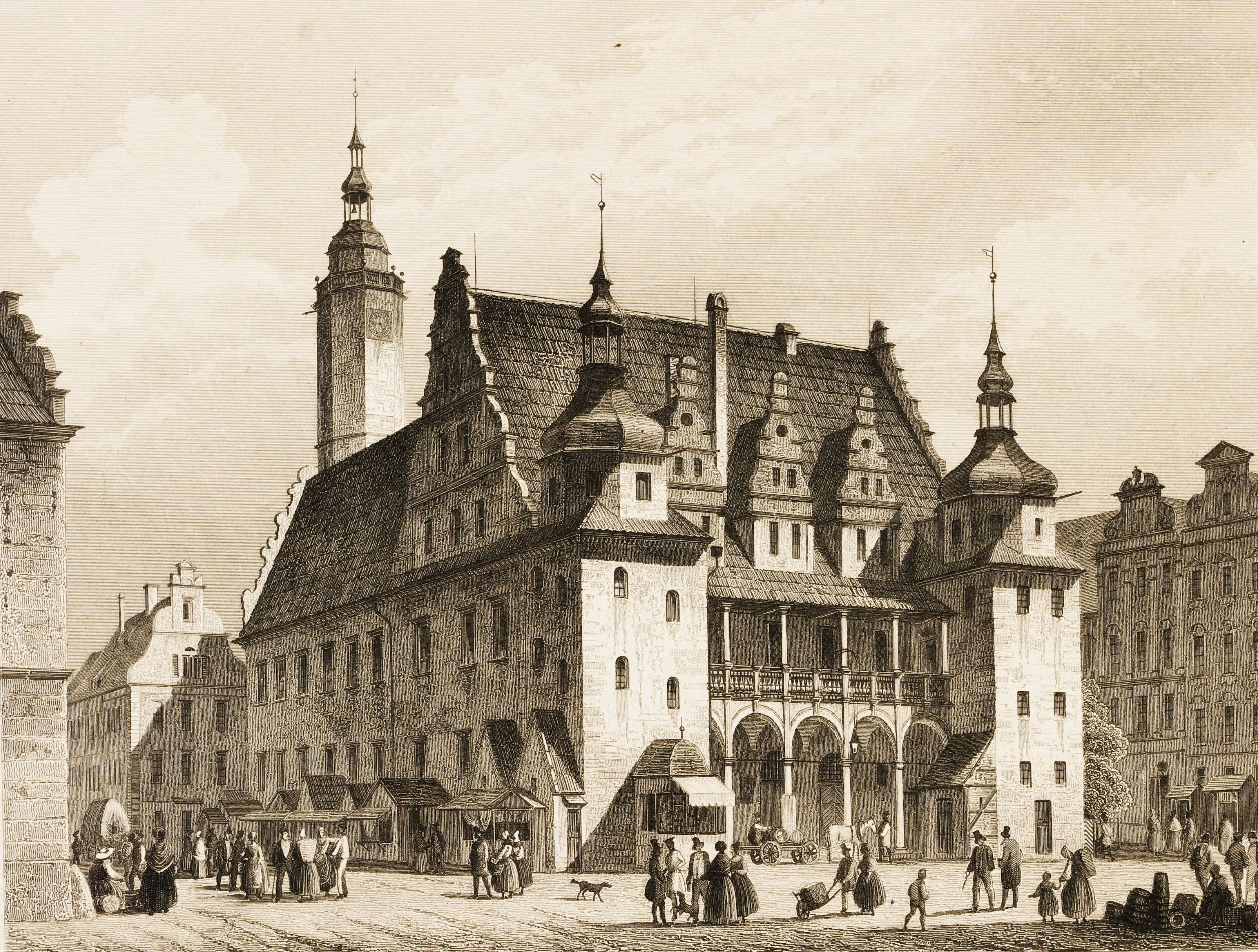
Das Rathaus 1852

Ein Rathausbau in Brieg wurde 1358 erstmals erwähnt. Der heutige Bau entstand im Auftrag von Herzog Georg II. als steinerner Renaissancebau nach Entwürfen von Jakob Pahr und Bernhard Niuron in den Jahren 1570 bis 1577 und ersetzte den 1569 durch einen Brand zerstörten gotischen Bau. 1746 erfolgten Umbauten im Innenbereich des Gebäudes im barocken Stil. Im 19. Jahrhundert wurden weitere Innenräume modernisiert. 
Im Jahr 1926 wurde an der südlichen Fassade des Rathauses ein Renaissance-Portal eines Brieger Mietshauses eingebaut. Seit 1964 steht das Rathaus unter Denkmalschutz. Zwischen 2019 und 2020 wurde das Rathaus saniert. Die ursprüngliche Sgraffitomalerei an den Türmen wurde rekonstruiert.

## Architektur

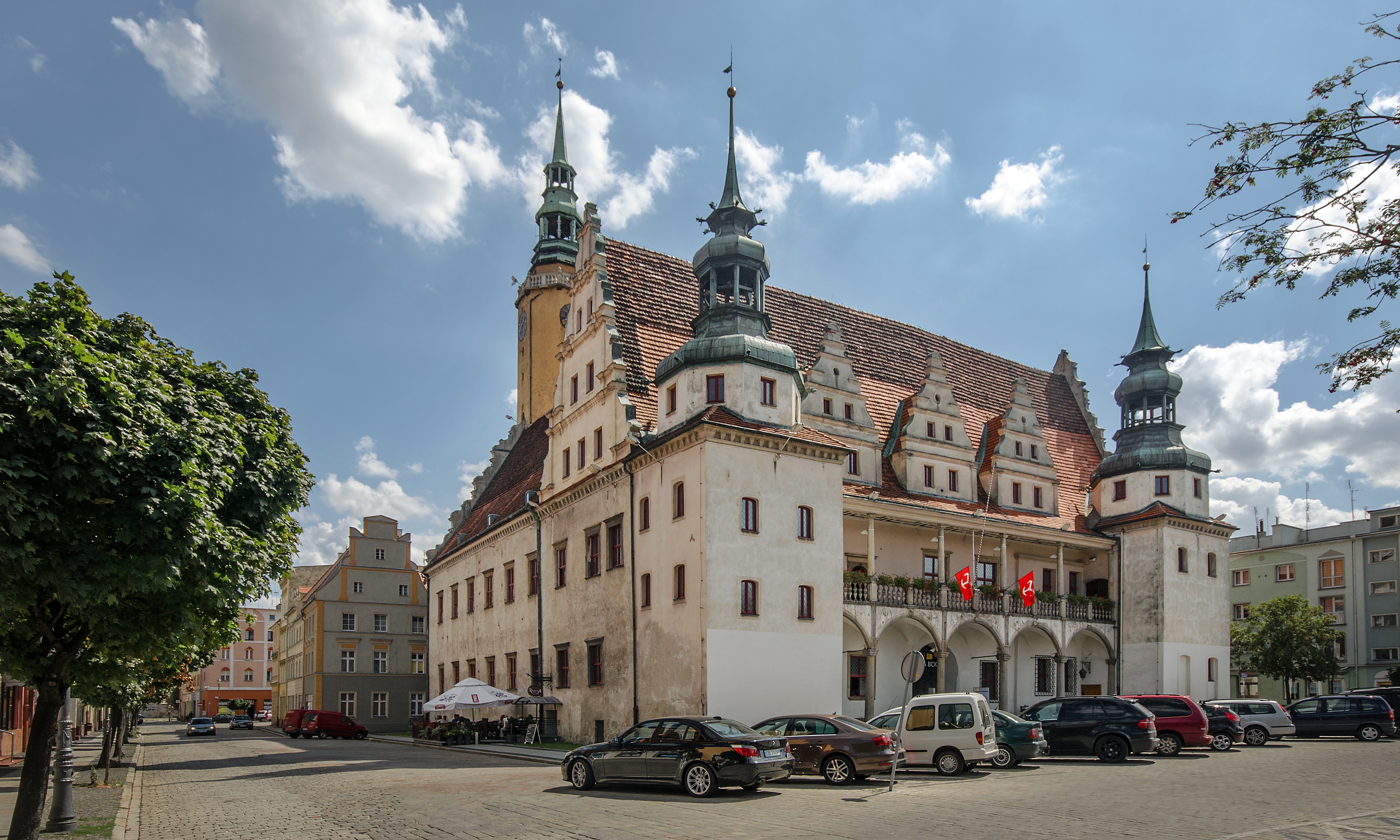
Rathaus vor der Renovierung (2013)

Das zweigeschossige Gebäude entstand auf einem hufeisenförmigen Grundriss. Nach Osten hin öffnet sich ein schmaler Innenhof. Hier liegt der Rathausturm, welcher sich an der Nordostseite befindet. Dieser besitzt einen oktogonalen Aufsatz und eine durchbrochene Haube. 
Die Hauptfassade an der Westseite wird dominiert durch quadratische Treppenrisalite in Form von Türmen. Diese besitzen oktogonale Aufsätze und barocke Helme. Dazwischen liegen zweigeschossige Loggien mit Rundbogenarkaden. Im Erdgeschoss befinden sich toskanische Säulen und Holzstützen. Das Satteldach besitzt reich verzierte Giebel an der Nord- und Südseite sowie drei Zwerchgiebel an der Hauptfassade. Die Eingänge des Rathauses besitzen reichverzierte Portale im Stil der Renaissance. 
Die Innenräume sind mit Originalausstattung erhalten. Das Ratszimmer besitzt alte Wandmalereien und Deckenmalereien aus dem Jahr 1648. Im Untergeschoss des Nordflügels liegt der Schweidnitzer Keller.

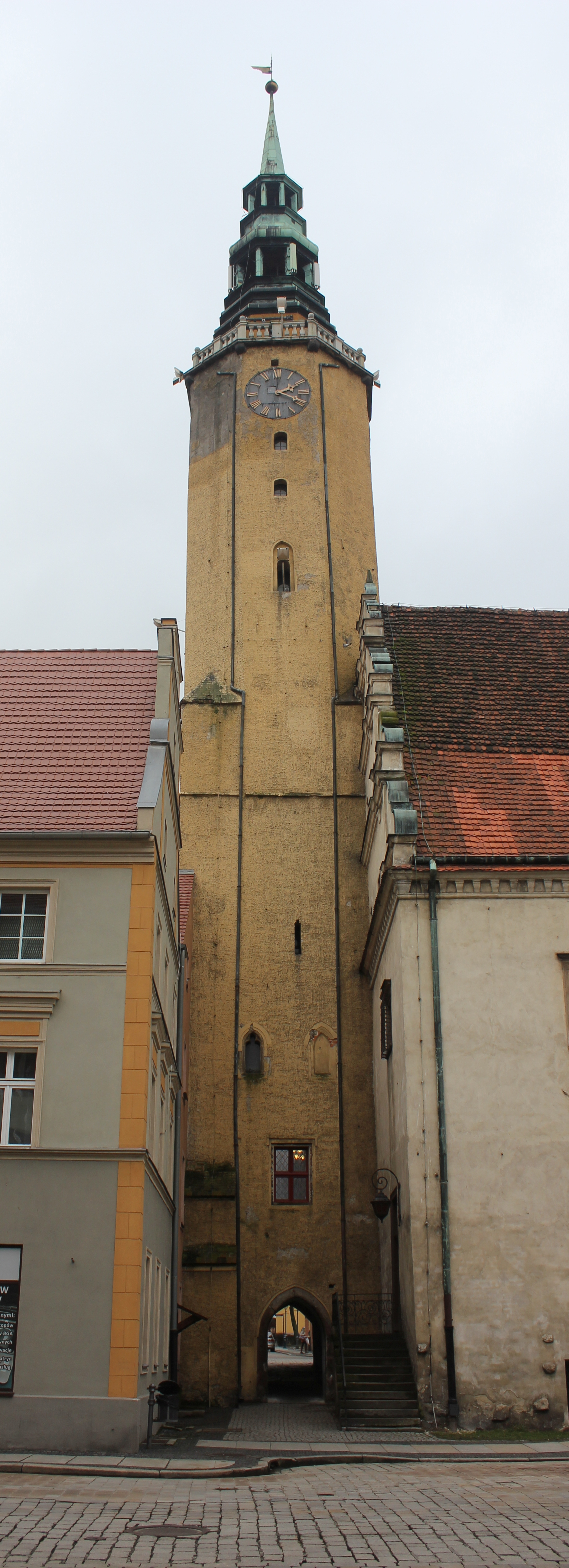
Rathausturm
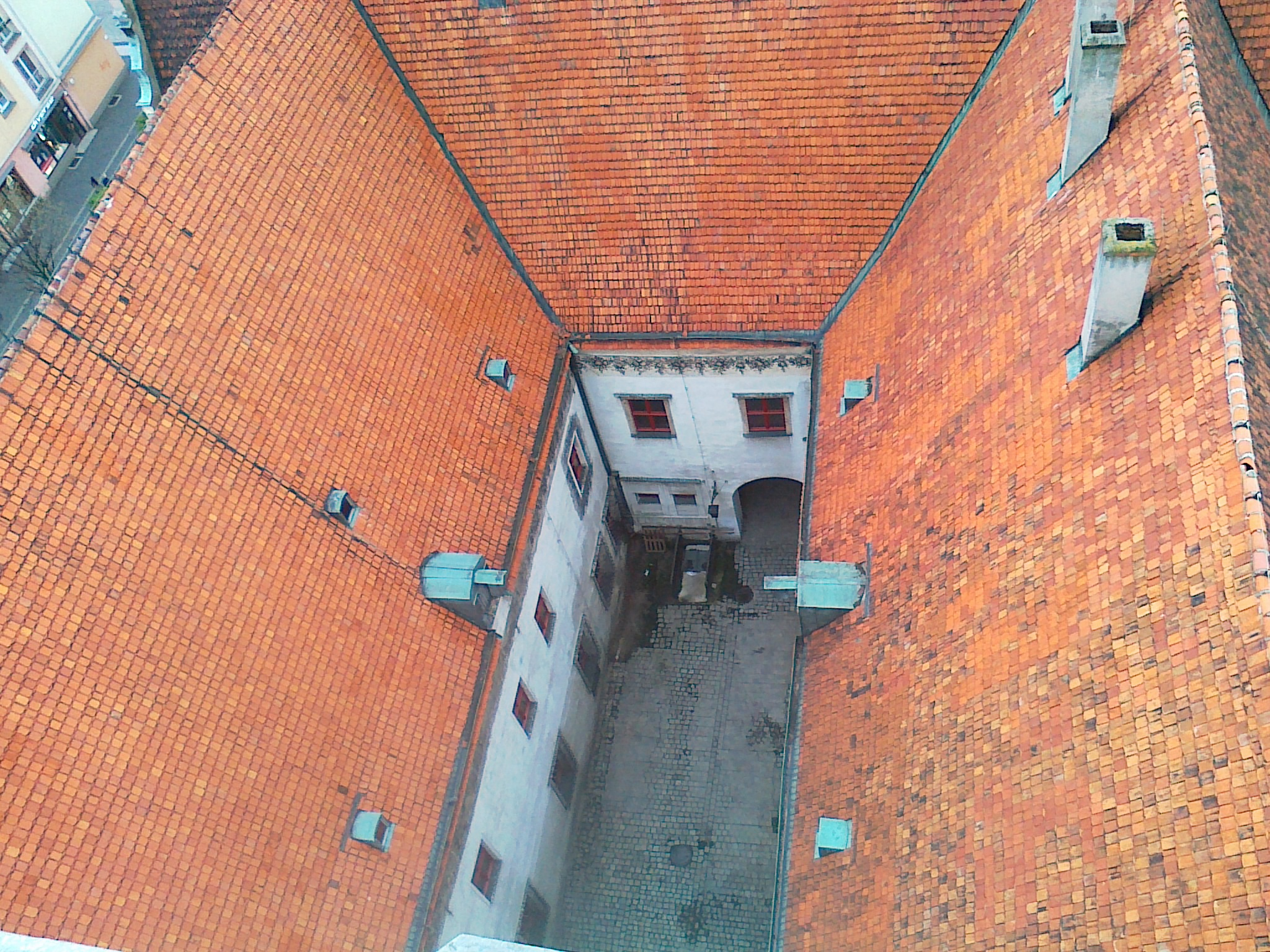
Innenhof
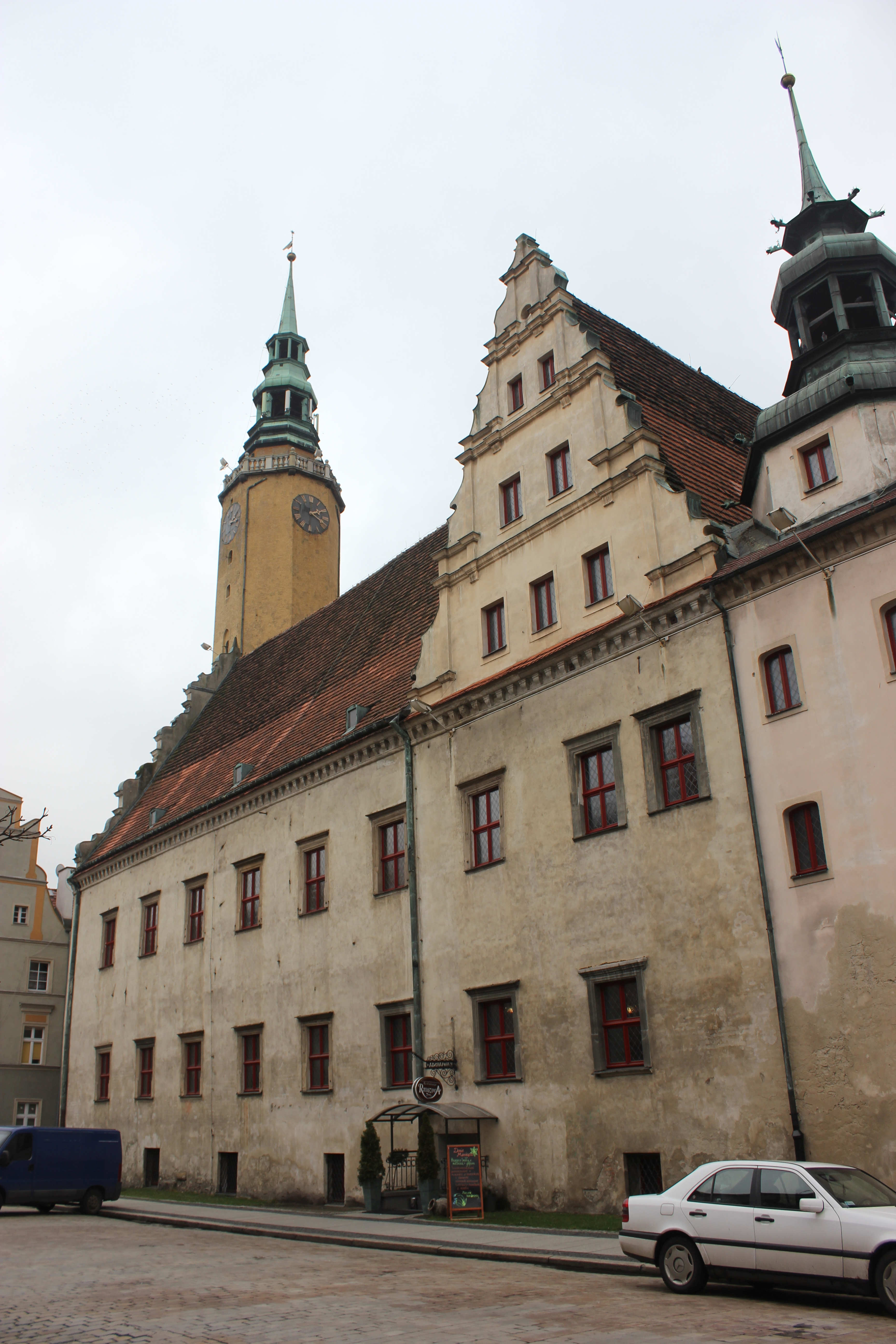
Nordfassade
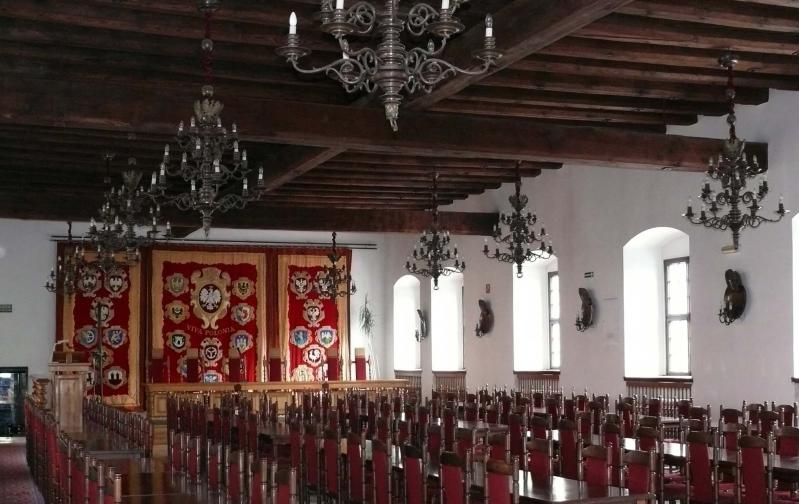
Ratszimmer